# 花島皆子
花島 皆子（はなじま みなこ、1946年12月8日 - ）は、日本の奇術師。本名∶児島 皆子。東京都福生市出身。花島三郎の姪。

## 経歴
1961年、中学卒業と同時に松旭斎すみえの一番弟子となり、内弟子となる。七年間の内弟子生活を経て、1968年、22歳で独立。

## 芸歴
- 1961年 - 松旭斎すみえに入門。
- 1968年 - 22歳で独立。

## 活動
浅草演芸ホール8月中席で毎年行われる住吉踊り連に所属している。　